# Dacus abbabae
Dacus abbabae är en tvåvingeart som beskrevs av Munro 1933. Dacus abbabae ingår i släktet Dacus och familjen borrflugor.
Artens utbredningsområde är Etiopien. Inga underarter finns listade i Catalogue of Life.